# Stéphane Crucet
Stéphane Crucet (Charleville-Mézières, 1º settembre 1970) è un allenatore di calcio ed ex calciatore francese.

## Palmarès

### Club

#### Competizioni nazionali
- Division 2: 1

Sochaux: 2000-2001